# Ctenoneura acuticerca
Ctenoneura acuticerca es una especie de cucaracha del género Ctenoneura, familia Corydiidae. Fue descrita científicamente por Bey-Bienko en 1957.
Habita en China.